# Klaus Müller-Ibold

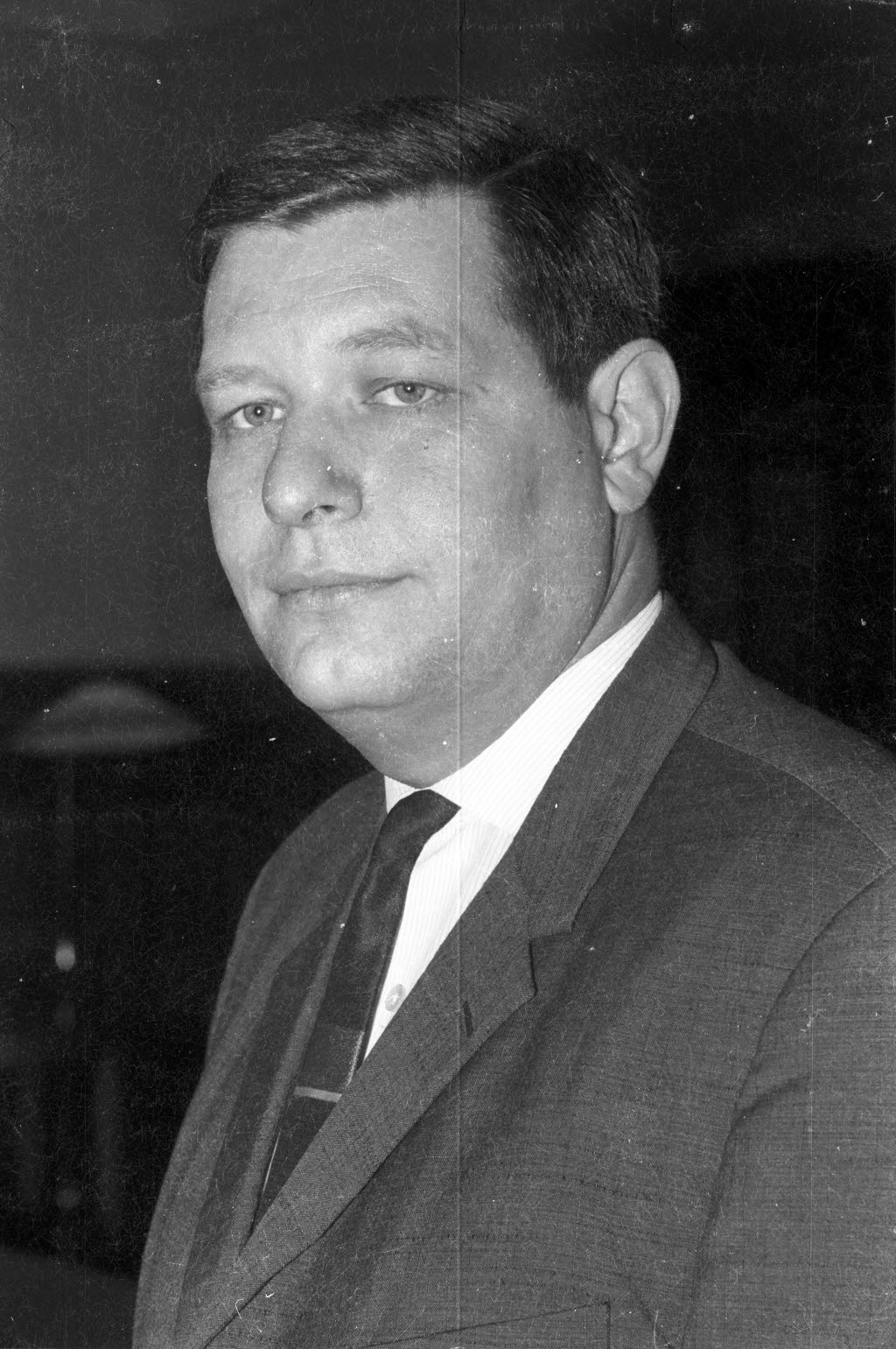
Klaus Müller-Ibold (1963)

Klaus Müller-Ibold (* 6. April 1929 in Shanghai; † 3. August 2014 in Hamburg) war ein deutscher Stadtplaner und Oberbaudirektor in Hamburg.

## Leben
Klaus Müller-Ibold wurde 1929 in Shanghai/China geboren, wo er bis 1949 lebte. Müller-Ibold studierte an der damaligen Technischen Hochschule Hannover, wo er 1961 mit einer Dissertation Die Stadtregion als Raum zentraler Orte. Der Strukturwandel großer Stadtregionen und dessen Auswirkungen auf die Raumordnung und den Städtebau, dargestellt am Beispiel von Hannover zum Dr.-Ing. promoviert wurde. Anschließend leitete er von 1963 bis 1969 als Stadtbaurat die städtische Bauverwaltung in Kiel sowie von 1969 bis 1972 als Gründungsdekan den Aufbau der Fakultät für Bauwesen an der Technischen Universität Dortmund.
Müller-Ibold wurde 1972 nach Hamburg als Oberbaudirektor in die Baubehörde berufen. In seine Amtszeit fielen beispielsweise die Eröffnung der Alsterschwimmhalle (1973), der Köhlbrandbrücke und des Neuen Elbtunnels (beide 1974) sowie des Schnellbahnknotens Jungfernstieg (1975), aber auch der Bau der Großwohnsiedlung Mümmelmannsberg oder der Umweltskandal um die Chemische Fabrik Stoltzenberg (1979).
Nach dem Ausscheiden aus der Baubehörde im Jahr 1980 arbeitete Müller-Ibold als Berater und lehrte Architektur und Städtebau in Cottbus, Dortmund und Dhahran. Er verfasste eine dreibändige Einführung in die Stadtplanung und setzte sich in Interviews wiederholt kritisch mit der städtebaulichen Entwicklung in Hamburg auseinander.
Klaus Müller-Ibold starb am 3. August 2014 im Alter von 85 Jahren in Hamburg.

## Veröffentlichungen (Auswahl)
- Die Stadtregion als Raum zentraler Orte. Der Strukturwandel großer Stadtregionen und dessen Auswirkungen dargestellt am Beispiel von Hannover. Band 1. Von der Fakultät für Bauwesen der Technischen Hochschule Hannover zur Erlangung des Grades Doktor-Ingenieur genehmigte Dissertation. Krämer, Stuttgart 1961.
- Städte verändern ihr Gesicht. Strukturwandel einer Großstadt und ihrer Region dargestellt am Beispiel Hannover. Band 2. (= Neues Bauen – Neues Wohnen. Schriftenreihe des Bundesministeriums für Wohnungswesen, Städtebau und Raumordnung).Von der Fakultät für Bauwesen der Technischen Hochschule Hannover zur Erlangung des Grades Doktor-Ingenieur genehmigte Dissertation. Karl Krämer, Stuttgart 1962.
- Neues Kiel. Mit Fotos von Horst H. Baumann. Presseamt Stadt Kiel, Kiel 1964.
- Stadt im Fluss. Städtebauliche Entwicklung am Beispiel Hamburg. Zusammen mit anderen Autoren. Christians, Hamburg 1978.
- Einführung in die Stadtplanung. Band 1: Definitionen und Bestimmungsfaktoren. Kohlhammer, Stuttgart 1996, ISBN 978-3-17-013806-3.
- Einführung in die Stadtplanung. Band 2: Leitgedanken, Systeme und Strukturen. Kohlhammer, Stuttgart 1996, ISBN 978-3-17-013807-0.
- Einführung in die Stadtplanung. Band 3: Methoden, Instrumente und Vollzug. Kohlhammer, Stuttgart 1997, ISBN 978-3-17-013808-7.